# Agrolimen
Agrolimen és un grup d'empreses multinacional català de capital familiar, en mans de sis germans. Lluís Carulla i Canals va fundar l'empresa l'any 1964 i en va ser el president fins a la seva mort l'any 1990. Entre altres marques conegudes el grup és propietari de Lindor, Ausonia, Evax, Pans&Company, BioCentury, etc. El seu president és Artur Carulla.
Els orígens de la companyia es remunten a l'any 1937, quan Lluís Carulla i Canals va crear Gallina Blanca. Anys més tard per fer front a l'entrada de multinacionals de l'alimentació a Espanya, Gallina Blanca es va associar al 50% amb Borden Co. i paral·lelament l'any 1964 es constituïa Agrolimen per diversificar l'empresa. Des d'aleshores l'empresa ha diversificat els sectors on opera mantenint-se sempre en mans de la mateixa família.
Agrolimen controla directament 125 companyies-sense comptar les subsidiàries ni les divisions comercials-, té més d'una vintena de fàbriques, dona feina a més de 6.000 persones i factura més de 2.000 milions d'euros l'any.
L'any 2012 el grup va vendre la filial Arbora & Ausonia, dedicada a la higiene, a Procter & Gamble.

## Empreses del grup

### Menjar per a mascotes
- Affinity

- Brekkies Excel
- Ultima
- Advance
- Advance Vet Diets
- Libra
- April

### Higiene
- Arbora & Ausonia
- Evax
- Ausonia
- Tampax llicencia a espanya
- Dodot

### Alimentació
- Gallina Blanca 50% després de la fusió amb starlux també 50%[5]
- Sugeme, S.A.(Grup Gallina Blanca).
- The Eat Out Group: Pans&Company, Bocatta, Fresc Co, Dehesa santa maria, Abassid döner kebab, krunch, Pollo campero, Loga das sopas, Ribs i Burger King. Menjar ràpid[6]
- Caffè di Fiore
- BioCentury Dietètica.
- Mont-Ferrant Vins.
- Lindor xocolata i bombons.
- El Pavo
- Europastry i Fripan, massa congelada.
- Fresh & Ready
- Pastafiore
- Trinaranjus[7]
- Consorcio de Jabugo és la segona empresa més gran d'Andalusia en el sector d'ibèrics.[8]

### Audiovisuals
- Odeco[5]
- Thomas Verkerstechnik.
- Stonex.
- Grupo Alfanext.
- Alfasom.
- Musica Viva.
- Imago

### Altres
- Agrolimen posseeix el 20% de les accions de Clickair, una aerolínia de baix cost.
- També va ser propietària de Congelats Reunits SA (La Sirena) fins a l'any 2005.
- Propietària de Joyco fins a 2004[9]